# Бялоблоцкий, Бронислав
Бронислав Бялоблоцкий (бел. Браніслаў Белаблоцкі, 1861, Минск — 14 апреля 1888, Варшава) — революционер-демократ, социолог, литературный критик.

## Биография
Родился в обедневшей шляхетской семье. Окончил Минскую, по другим данным, Слуцкую гимназию. Учился на юридическом факультете Петербургского университета и одновременно в Петербургской Академии художеств. Участвовал в работе кружков «Народной воли». На формирование его мировоззрения оказали влияние произведения А. Герцена, Н. Чернышевского, В. Белинского, Н. Добролюбова. С 1882 года в Варшаве сотрудничал с лидерами польской революционной партии «Пролетариат», вёл революционную пропаганду.

## Творчество
Публиковался в журнале «Athenaeum», газете «Przegląd Tygodniowy». В своих литературно-критических работах он подчёркивал классовый характер литературы, требовал реалистического изображения жизни народа, призывал писателей направить своё творчество на служение освобождению трудящихся. В своих социологических исследованиях он подверг критике так называемую «органическую теорию общества» Герберта Спенсера с марксистских позиций, подчёркивая, что движущей силой общества является классовая борьба. Будучи членом кружка, перевёл «Капитал» Карла Маркса на польский язык.